# A Magyar Királyság kincstartóinak listája
Az alábbi lista a Magyar Királyság kincstartóit tartalmazza 1340-től 1531-ig.

## Kincstartók
| Hivatali idő                              | Név                      | Megjegyzések                         |
| ----------------------------------------- | ------------------------ | ------------------------------------ |
| 1340 – ?                                  | Magyar Pál               |                                      |
| 1351 – ?                                  | Mariadi Demeter          |                                      |
| 1359. május 31. – 1370. szeptember 2.     | Demeter (Péter fia)      |                                      |
| 1373. július 1. – 1377                    | De Surdis János          | 1376-1378 között esztergomi érsek is |
| 1377. július 17.– 1382. február 24.       | Zámbó Miklós             |                                      |
| 1383. január 1. – 1389. január 6.         | Jakcs András             |                                      |
| 1383. október 28. – 1391. május 11.       | Jakcs György             |                                      |
| 1392/3. február 10. – 1393. augusztus 19. | Szécsényi Frank          |                                      |
| 1394. november 7. – 1396. május 4.        | Szécsi Frank             |                                      |
| 1397. június 1. – ?                       | Szécsi Miklós            |                                      |
| 1398. február 20. – 1401. április 20.     | Debrői István            |                                      |
| 1398. augusztus 14. – 1401. március 17.   | Kápolnai Mihály          |                                      |
| 1401 – 1407                               | —                        | betöltetlen                          |
| 1407. április 21. – 1408. július 10.      | Ozorai Pipo              |                                      |
| 1408. december 12. – 1409                 | Korbáviai Károly         |                                      |
| 1410. július 4. – 1412. május 4.          | de Nassis Zoelus (Zubor) |                                      |
| 1412. november 8. – 1436. március 12.     | Rozgonyi János           |                                      |
| 1437 – ?                                  | Lemmel Mátyás            |                                      |
| 1436. február 22. – 1438. december 3.     | Ország Mihály            |                                      |
| 1438. április 9. – 1438. szeptember 6.    | Szentgyörgyi László      |                                      |
| 1439                                      | Noffri Lénárd            |                                      |
| 1439. június 11. – 1440. július 15.       | Töttös László            |                                      |
| 1440. július 28. – 1453. november 21.     | Ország Mihály            |                                      |
| 1453. november 21. – 1455. október 12.    | Várdai Miklós            |                                      |
| 1456. május 18. – 1456. június 1.         | Töttös László            |                                      |
| 1457. július 14. – ?                      | Turóci Benedek           |                                      |
| 1458                                      | Thuz János               |                                      |
| 1459 – 1464                               | Szapolyai Imre           |                                      |
| 1464 – 1467                               | Besenyői Bertalan        |                                      |
| 1467 – 1469                               | Csezmicei János          |                                      |
| 1469 – 1476                               | Ernuszt János            |                                      |
| 1476 – 1478                               | Handó György             |                                      |
| 1478 – 1490                               | Nagylucsei Orbán         |                                      |
| 1490 – 1492                               | Thuz Osvát               |                                      |
| 1492                                      | Baumkircher Vilmos       |                                      |
| 1492 – 1494                               | Szegedi Lukács           |                                      |
| 1494 – 1496                               | Ernuszt Zsigmond         |                                      |
| 1496 – 1500                               | Wemeri Zsigmond          |                                      |
| 1500 – 1504                               | Bornemissza János        |                                      |
| 1504 – 1505                               | Telegdi István           |                                      |
| 1506 – 1509                               | Batthyány Benedek        |                                      |
| 1509 – 1510                               | Várdai Ferenc            |                                      |
| 1510 – 1511                               | Batthyány Benedek        |                                      |
| 1512 – 1513                               | Herendi Miklós           |                                      |
| 1513 – 1516                               | Beriszló Péter           |                                      |
| 1516 – 1517                               | Szalkai László           |                                      |
| 1517 – 1519                               | Várdai Pál               |                                      |
| 1519 – 1520                               | Batthyány Benedek        |                                      |
| 1520 – 1521                               | Várdai Pál               |                                      |
| 1521                                      | Báthory András           |                                      |
| 1522 – 1523                               | Thurzó Elek              |                                      |
| 1523 – 1524                               | Várdai Pál               |                                      |
| 1525                                      | Thurzó Elek              |                                      |
| 1525 – 1526                               | Dóczi János              |                                      |
| 1526                                      | Thurzó Elek              |                                      |
| 1526                                      | Dóczi János              |                                      |
| 1526 – 1529                               | Tornallyai Jakab         |                                      |
| 1529 – 1534                               | Gritti Alajos            |                                      |
| 1530                                      | Nádasdy Tamás            |                                      |
| 1532 – 1534                               | Dóczi János              |                                      |
| 1534 – 1540                               | Fráter György            |                                      |
| 1527 – 1531                               | Gerendi Miklós           |                                      |

A tisztség Buda török bevétele után - bár megmaradt - fokozatosan elvesztette vezető szerepét, a királyi (és az állami) pénzügyek elsőszámú felelősei (a Magyar Királyság pénzügyi vezetői) a Királyi kamarai főnökök, elnökök lettek.

### Külső hivatkozások
- Magyarország pénzügyi vezetői 1214-től napjainkig: Kincstartók, penzportal.hu, 2005. január 17.